# Лиственная улица (Санкт-Петербург)
Ли́ственная у́лица — улица в Выборгском районе Санкт-Петербурга. Проходит от проспекта Тореза за улицу Жака Дюкло. На востоке переходит в Лиственную аллею парка «Сосновка».

## История
Первоначально улица называлась Алекса́ндровской. Топоним связан с именем А. А. Ратькова-Рожнова, брата санкт-петербургского городского головы и предпринимателя В. А. Ратькова-Рожнова. Последний владел лесным массивом, который теперь является парком «Сосновка». Другие улицы также назывались по именам родственников Ратькова-Рожнова. Поблизости были еще две Александровские улицы — нынешние Зеленая улица и улица Витковского.
В 1920-х годах юго-западнее перекрестка нынешних улиц Жака Дюкло и Лиственной был построен поселок Стандарт (на картах он стал подписываться как «Стандартн. строит.» с 1930-х годов или просто Стандарт). Он состоял примерно из 90 типовых двухэтажных домов общей площадью 96 кв. метров. Это были финские каркасно-щитовые засыпные дома. Судя по карте, дома стояли вдоль четырех параллельных улиц, из которых сохранилась только улица Жака Дюкло.
22 февраля 1939 года Александровскую улицу переименовали в Лиственную, что связано с растительным разнообразием парка «Сосновка».
С довоенных времен на месте восточного участка Лиственной улицы находился некий военный объект. Во время войны к нему подвели железную дорогу от железнодорожной ветки Ручьи — Политехнический институт. Сейчас от этой железной дороги сохраняется аллея в парке «Сосновка» на оси Лиственной улицы. После войны территорию объекта отдали под садоводство «Подгорное» с фруктово-ягодным садом. Постепенное уничтожение садовых домиков и участков началось в 2004 году. Замглавы администрации Выборгского района Игорь Комаров утверждал, что территория «Подгорного» начала «эффективно осваиваться инвесторами под строительство многоквартирных жилых домов». В 2016 году на месте садоводства построили жилой дом и физкультурно-оздоровительный комплекс.
По меньшей мере с 1990-х годов напротив садоводства «Подгорное», на южной стороне Лиственной улицы, находился гаражный комплекс КАС «Сосновское». Предположительно в 2016 году прошел массовый снос. Территорию отдали под детский сад и школу.
28 ноября 2002 года в состав Лиственной улицы включили участок от улицы Жака Дюкло на восток.
В 2019 году участок Лиственной улицы восточнее улицы Жака Дюкло прошел капитальный ремонт. Там появились асфальт на проезжей части и тротуары из плитки. У перекрестка обеих улиц у Лиственной изменилась трасса: теперь она стала прямой.

## Застройка
- № 3 — жилой дом (1961[11])
- № 5 — нежилое здание
- № 6а — АЗС
- № 8 — паркинг
- № 10 — нежилое здание
- № 13 — школа (2024[12])
- № 14 — паркинг (2016[7])
- № 15, корпус 1, — детский сад (2020[8])
- № 15, корпус 2, — детский сад (2024[13])
- № 16 — физкультурно-оздоровительный комплекс (2016[7])
- № 18, корпус 1, — жилой дом (2016[7])
- № 20 — паркинг (2016[7])
- № 20, корпус 2, — жилой дом (2023[14])

## Транспорт
Ближайшие к Лиственной улице станции метро — «Удельная» и «Озерки».
Движение наземного общественного транспорта по улице отсутствует.

## Пересечения
- проспект Тореза
- улица Жака Дюкло

## Достопримечательности
- парк «Сосновка»